# Leichtathletik-Weltmeisterschaften 2003/Dreisprung der Männer

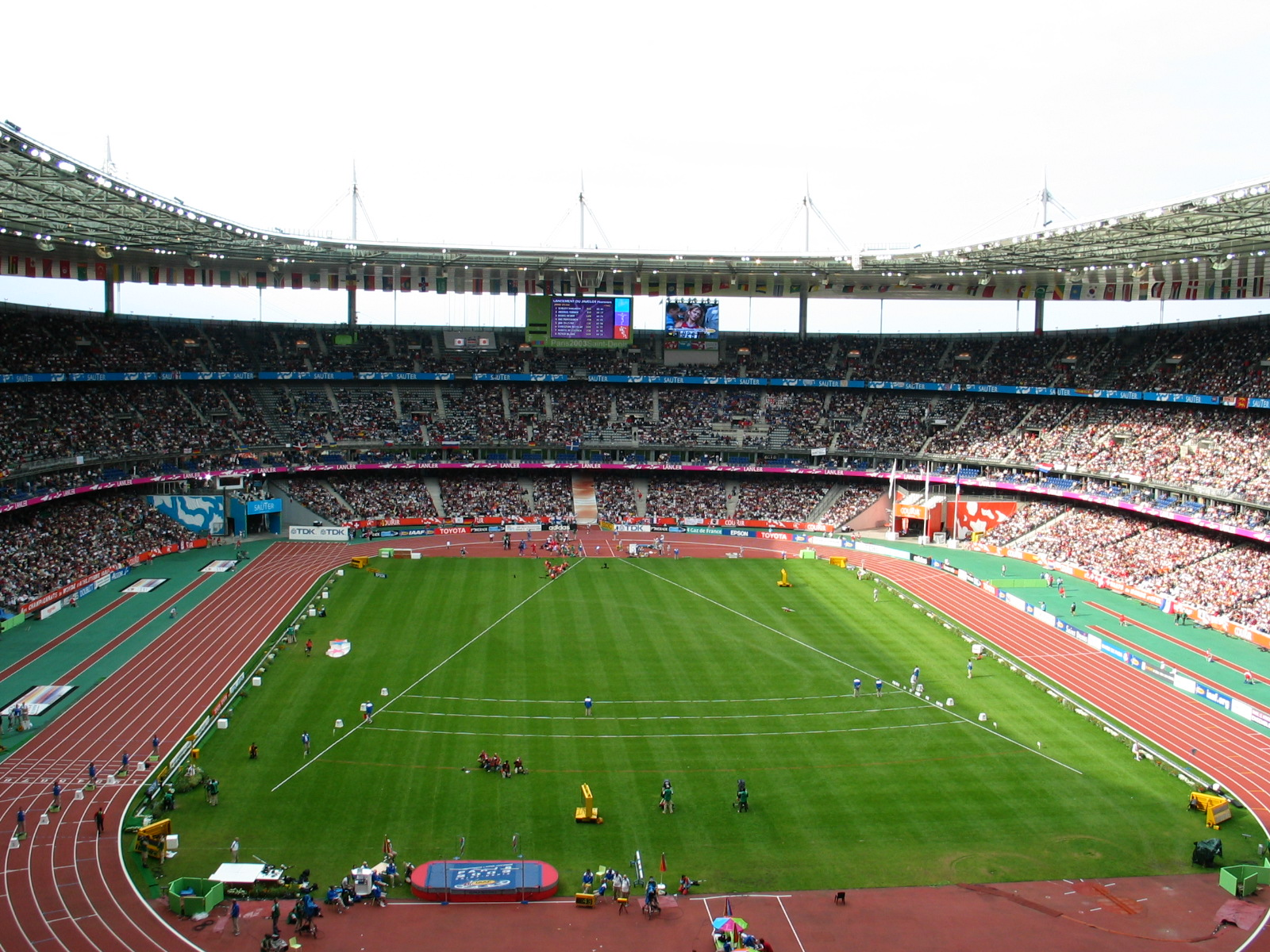
Stade de France in Paris/Saint-Denis am Schlusstag der Leichtathletik-Weltmeisterschaften

Der Dreisprung der Männer bei den Leichtathletik-Weltmeisterschaften 2003 wurde am 23. und 25. August 2003 im Stade de France der französischen Stadt Saint-Denis unmittelbar bei Paris ausgetragen.
Es siegte der schwedische Vizeweltmeister von 2001 und amtierende Europameister Christian Olsson. Er gewann vor dem kubanischen Sieger der Panamerikanischen Spiele der laufenden Saison Yoandri Betanzos. Bronze ging an Leevan Sands aus Bahamas.

## Bestehende Rekorde
| Weltrekord               | 18,29 m | Jonathan Edwards | WM 1995 in Göteborg, Schweden | 7. Juli 1995 |
| Weltmeisterschaftsrekord | 18,29 m | Jonathan Edwards | WM 1995 in Göteborg, Schweden | 7. Juli 1995 |

Der bestehende WM-Rekord wurde bei diesen Weltmeisterschaften nicht eingestellt und nicht verbessert.

## Windbedingungen
In den folgenden Ergebnisübersichten sind die Windbedingungen zu den einzelnen Sprüngen benannt. Der erlaubte Grenzwert liegt bei zwei Metern pro Sekunde. Bei stärkerer Windunterstützung wird die Weite für den Wettkampf gewertet, findet jedoch keinen Eingang in Rekord- und Bestenlisten.
In diesem Wettbewerb gab es sowohl in der Qualifikation als auch im Finale keinen einzigen Sprung mit unzulässiger Windunterstützung.

## Legende
Kurze Übersicht zur Bedeutung der Symbolik – so üblicherweise auch in sonstigen Veröffentlichungen verwendet:
| – | verzichtet                            |
| x | ungültig                              |
| r | Wettkampf nicht fortgesetzt (retired) |

## Qualifikation
23. August 2003, 10:45 Uhr
24 Teilnehmer traten in zwei Gruppen zur Qualifikationsrunde an. Die Qualifikationsweite für den direkten Finaleinzug betrug 16,95 m. Fünf Athleten übertrafen diese Marke (hellblau unterlegt). Das Finalfeld wurde mit den sieben nächstplatzierten Sportlern auf zwölf Springer aufgefüllt (hellgrün unterlegt). So mussten schließlich 16,71 m für die Finalteilnahme erbracht werden.

### Gruppe A
| Platz | Name                | Nation         | Resultat (m) | 1. Versuch (m) Wind (m/s) | 2. Versuch (m) Wind (m/s) | 3. Versuch (m) Wind (m/s) |
| 1     | Arnie David Giralt  | Kuba           | 17,31        | x                         | 17,31 / −0,2              | –                         |
| 2     | Jonathan Edwards    | Großbritannien | 16,94        | 16,30 / −0,2              | 16,94 / −0,1              | –                         |
| 3     | Andrew Owusu        | Ghana          | 16,88        | 16,44 / +0,5              | 16,44 / +0,5              | 16,88 / +0,5              |
| 4     | Jadel Gregório      | Brasilien      | 16,82        | 16,78 / +0,9              | 16,62 / +0,5              | 16,82 / +0,9              |
| 5     | Leevan Sands        | Bahamas        | 16,78        | 16,62 / −0,1              | 16,78 / +0,3              | 16,76 / +1,2              |
| 6     | Iwajlo Russenow     | Bulgarien      | 16,71        | 16,71 / +0,4              | 16,40 / +0,9              | 16,62 / +0,5              |
| 7     | Aljaksandr Hlawazki | Belarus        | 16,71        | 16,50 / +0,1              | 16,46 / −0,1              | 16,71 / +0,7              |
| 8     | Walter Davis        | USA            | 16,60        | 16,26 / +0,3              | 16,42 / ±0,0              | 16,60 / +0,3              |
| 9     | Marian Oprea        | Rumänien       | 16,55        | 16,02 / ±0,0              | 16,55 / +0,4              | x                         |
| 10    | Igor Spassowchodski | Russland       | 16,45        | 16,45 / −0,3              | x                         | x                         |
| 11    | Allen Simms         | USA            | 16,42        | x                         | 16,29 / +1,1              | 16,42 / +1,1              |
| 12    | Olivier Sanou       | Burkina Faso   | 16,23        | 15,94 / +0,4              | x                         | 16,23 / +0,7              |

In der Qualifikation aus Gruppe A ausgeschiedene Dreispringer:

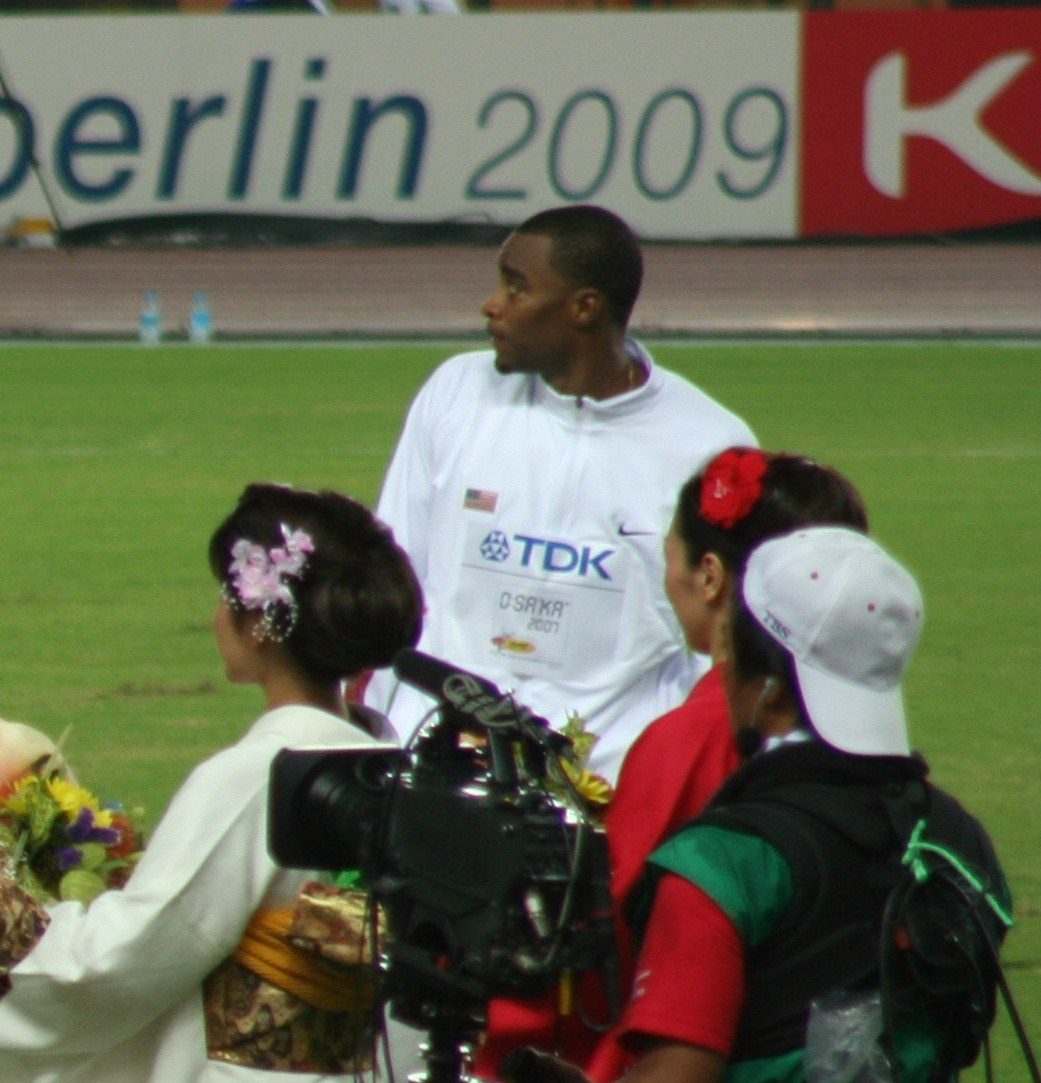
Walter Davis Rang acht mit 16,60 m
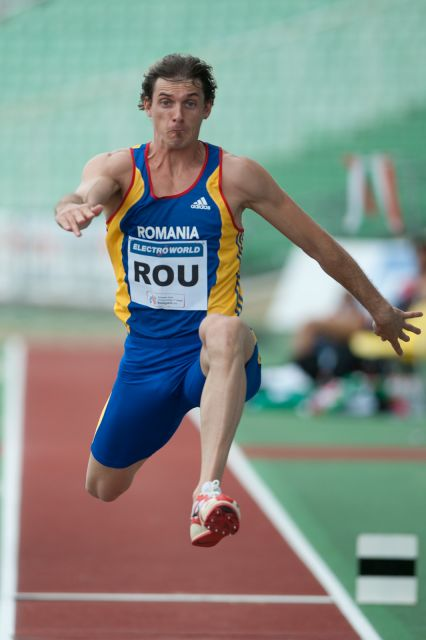
Marian Oprea Rang neun mit 16,55 m das Finale
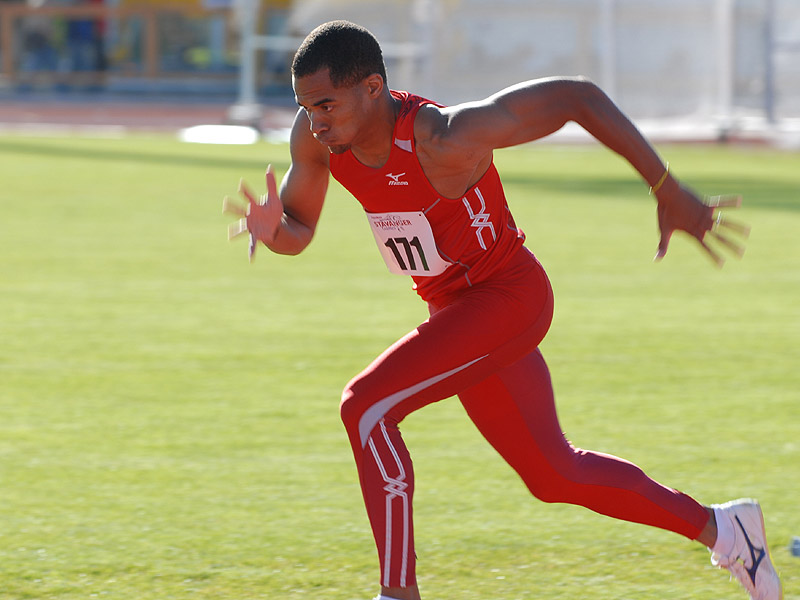
Allen Simms Rang elf mit 16,42 m

### Gruppe B
| Platz | Name                 | Nation        | Resultat (m) | 1. Versuch (m) Wind (m/s) | 2. Versuch (m) Wind (m/s) | 3. Versuch (m) Wind (m/s) |
| 1     | Christian Olsson     | Schweden      | 17,56        | 17,56 / −0,2              | –                         | –                         |
| 2     | Yoandri Betanzos     | Kuba          | 17,03        | 16,76 / +0,3              | 16,74 / +0,3              | 17,03 / +0,4              |
| 3     | Yoelbi Quesada       | Kuba          | 16,97        | x                         | 16,69 / +0,6              | 16,97 / +1,2              |
| 4     | Kenta Bell           | USA           | 16,95        | 16,87 / −0,3              | 16,95 / +1,1              | –                         |
| 5     | Christos Meletoglou  | Griechenland  | 16,80        | 16,02 / −0,1              | 16,24 / +0,5              | 16,80 / +0,7              |
| 6     | Fabrizio Donato      | Italien       | 16,63        | 16,56 / ±0,0              | 16,63 / +1,1              | 16,58 / +1,1              |
| 7     | Julien Kapek         | Frankreich    | 16,62        | 16,52 / +0,2              | x                         | 16,62 / +0,9              |
| 8     | Dmitrij Vaľukevič    | Belarus       | 16,59        | 16,05 / −0,7              | 15,07 / +0,9              | 16,59 / +0,9              |
| 9     | Takanori Sugibayashi | Japan         | 16,53        | 16,41 / +0,1              | 16,32 / +0,3              | 16,53 / +1,1              |
| 10    | Witali Moskalenko    | Russland      | 16,52        | 16,52 / +0,3              | x                         | x                         |
| 11    | Salem al-Ahmadi      | Saudi-Arabien | 14,66        | x                         | x                         | 14,66 / +0,2              |
| NM    | Sergey Bochkov       | Aserbaidschan | ogV          | x                         | x                         | r                         |

In der Qualifikation aus Gruppe B ausgeschiedene Dreispringer:

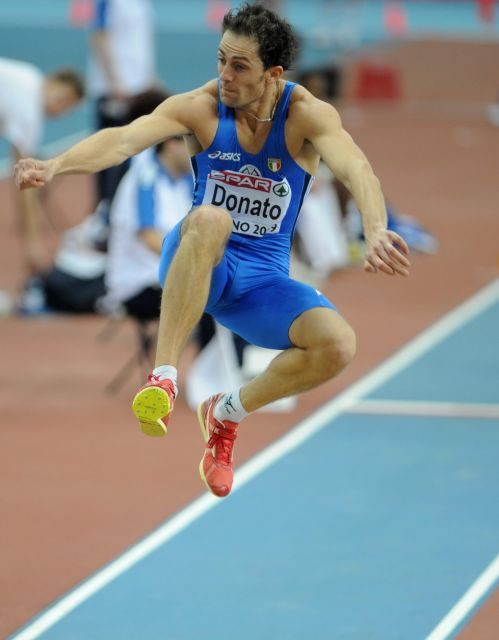
Fabrizio Donatos Rang sechs mit 16,63 m
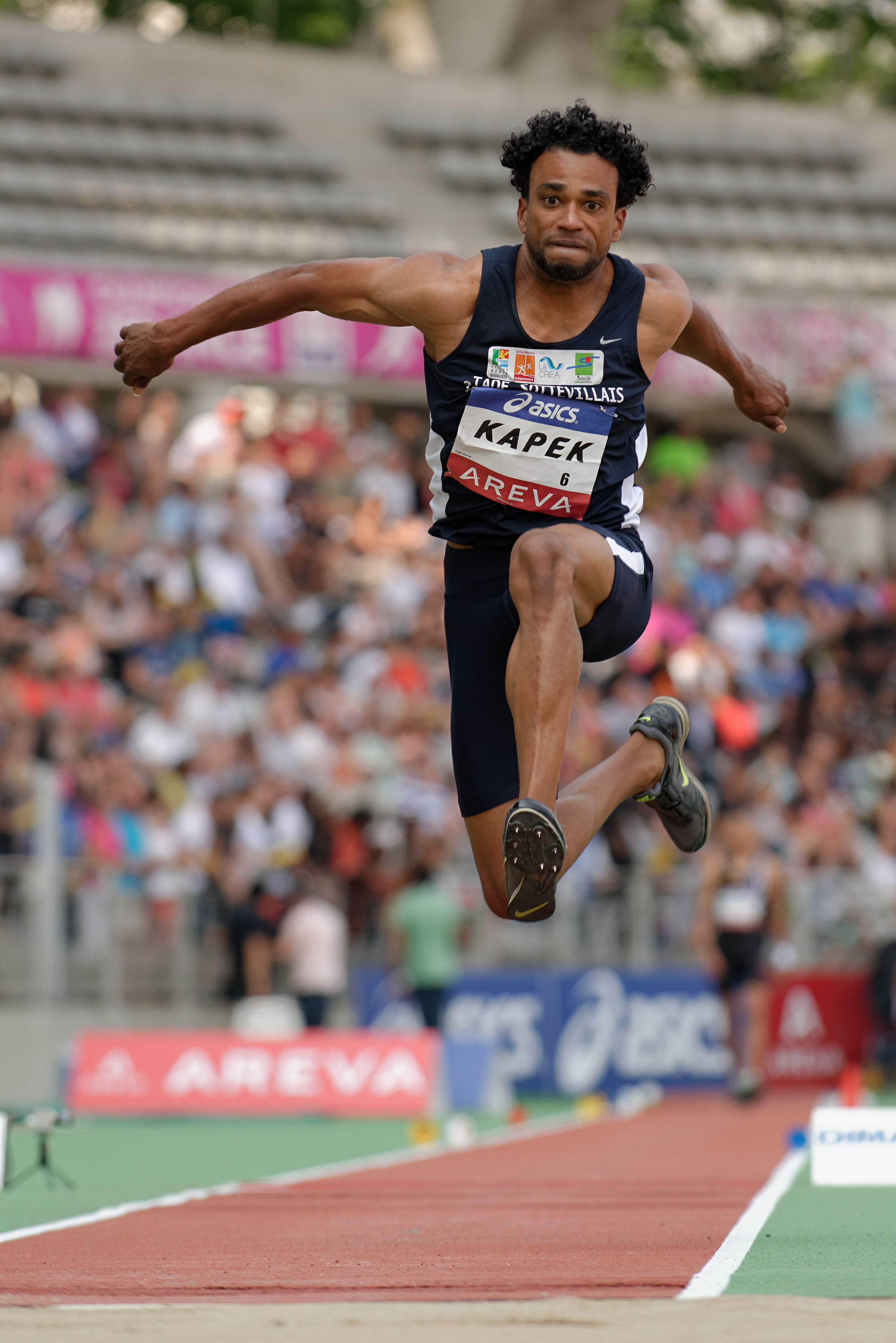
Julien Kapek Rang sieben mit 16,62 m

## Finale
25. August 2003, 19:55 Uhr
| Platz | Name                | Nation         | Resultat (m) | 1. Versuch (m) Wind (m/s) | 2. Versuch (m) Wind (m/s) | 3. Versuch (m) Wind (m/s) | 4. Versuch (m) Wind (m/s)                | 5. Versuch (m) Wind (m/s)                | 6. Versuch (m) Wind (m/s)                |
| 1     | Christian Olsson    | Schweden       | 17,72        | 17,72 / −0,3              | 17,52 / −0,2              | 17,50 / −0,3              | 17,52 / ±0,0                             | 17,34 / ±0,0                             | 15,33 / −0,3                             |
| 2     | Yoandri Betanzos    | Kuba           | 17,28        | 17,28 / +0,2              | 16,94 / −0,3              | x                         | 17,23 / −0,2                             | x                                        | x                                        |
| 3     | Leevan Sands        | Bahamas        | 17,26        | 16,74 / −0,1              | 17,15 / +0,1              | 17,26 / −0,4              | 16,95 / +0,2                             | 17,02 / ±0,0                             | 17,21 / +0,1                             |
| 4     | Arnie David Giralt  | Kuba           | 17,23        | 17,06 / −0,4              | x                         | x                         | 16,82 / −0,5                             | 16,50 / −0,7                             | 17,23 / +0,1                             |
| 5     | Jadel Gregório      | Brasilien      | 17,11        | 16,51 / −0,3              | 16,73 / +0,9              | 17,11 / +0,2              | 14,89 / +0,2                             | 16,69 / −0,2                             | 16,98 / +0,8                             |
| 6     | Kenta Bell          | USA            | 17,08        | 16,85 / +0,1              | 17,08 / ±0,0              | 16,89 / −0,3              | x                                        | 16,69 / −0,6                             | 16,90 / ±0,0                             |
| 7     | Christos Meletoglou | Griechenland   | 16,92        | 16,92 / +1,2              | 16,54 / −0,6              | 16,35 / −0,1              | 16,86 / +1,3                             | 16,87 / −0,3                             | 16,77 / −0,9                             |
| 8     | Andrew Owusu        | Ghana          | 16,86        | 16,34 / −0,1              | 16,86 / ±0,0              | 16,60 / −0,5              | x                                        | r                                        |                                          |
| 9     | Yoelbi Quesada      | Kuba           | 16,84        | 16,72 / +0,4              | x                         | 16,84 / −0,1              | nicht im Finale der besten acht Springer | nicht im Finale der besten acht Springer | nicht im Finale der besten acht Springer |
| 10    | Iwajlo Russenow     | Bulgarien      | 16,66        | x                         | 16,66 / +0,1              | 16,51 / +0,1              | nicht im Finale der besten acht Springer | nicht im Finale der besten acht Springer | nicht im Finale der besten acht Springer |
| 11    | Aljaksandr Hlawazki | Belarus        | 16,40        | x                         | x                         | 16,40 / −0,3              | nicht im Finale der besten acht Springer | nicht im Finale der besten acht Springer | nicht im Finale der besten acht Springer |
| 12    | Jonathan Edwards    | Großbritannien | 16,31        | 14,06 / +0,1              | 16,31 / +0,3              | r                         | nicht im Finale der besten acht Springer | nicht im Finale der besten acht Springer | nicht im Finale der besten acht Springer |

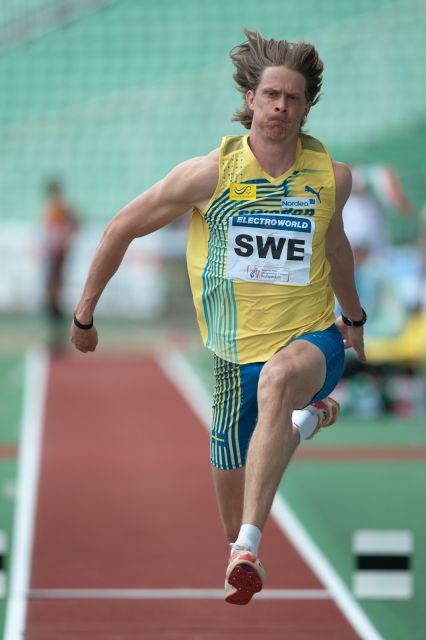
Christian Olsson – 2001 Vizeweltmeister, 2001 Europameister und nun überlegener Weltmeister
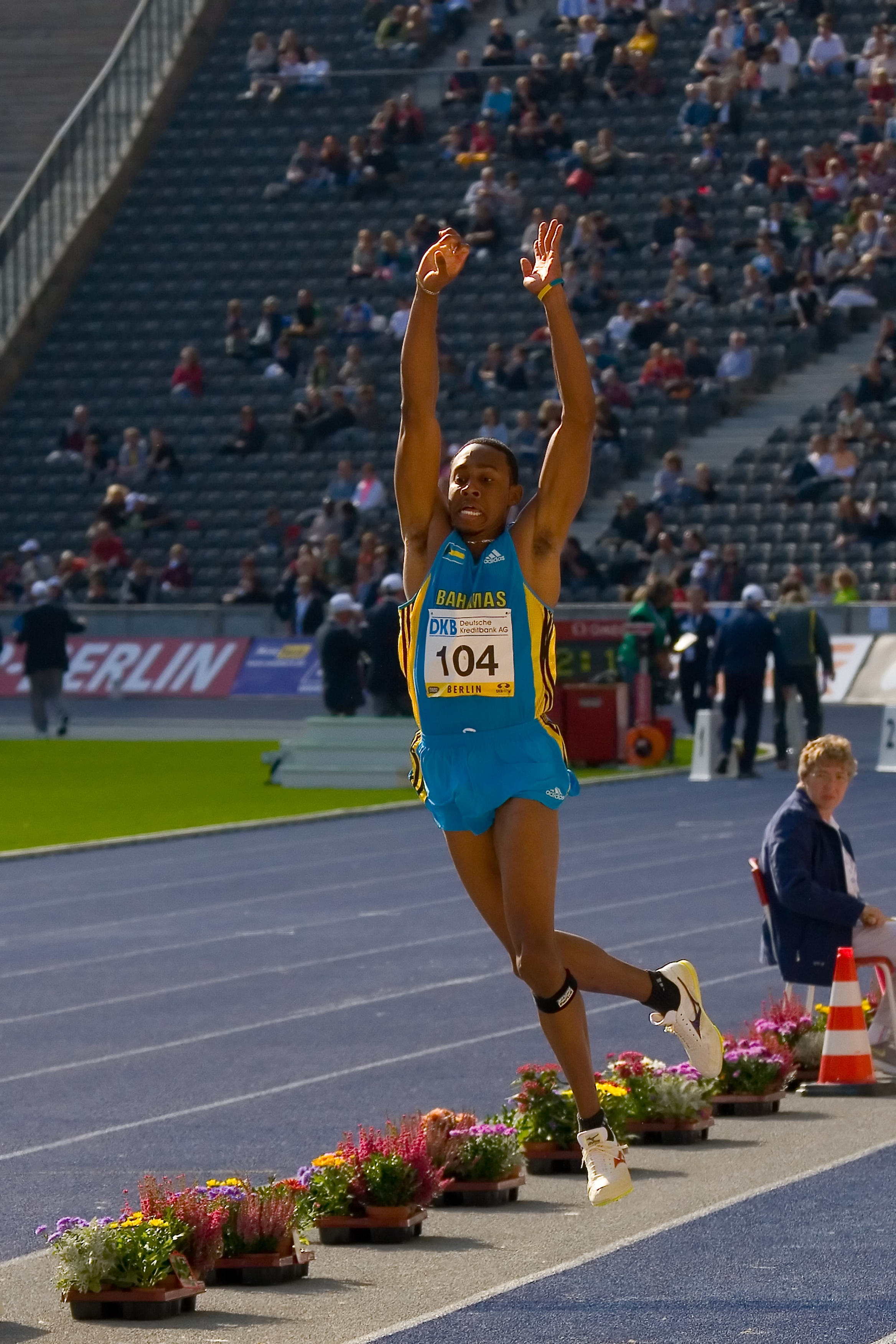
Bronzemedaillengewinner Leevan Sands
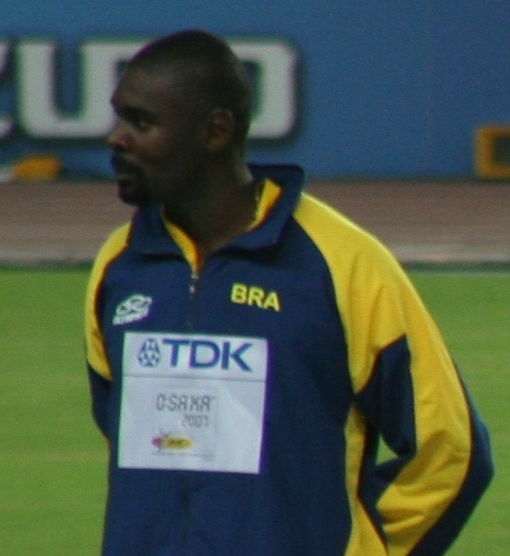
Jadel Gregório belegte Rang fünf
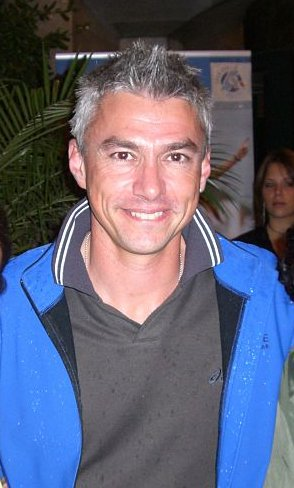
Rang zwölf für den Titelverteidiger und Weltrekordinhaber Jonathan Edwards hier in seiner letzten aktiven Saison

## Video
- Paris 2003 Triple Jump Men Final auf youtube.com, abgerufen am 9. September 2020